# Governo Ponta IV
Il governo Ponta IV è stato il diciottesimo esecutivo della Repubblica di Romania dopo la rivoluzione romena del 1989, il terzo della VII legislatura.
Il governo nacque il 17 dicembre 2014, all'indomani della vittoria di Klaus Iohannis alle elezioni presidenziali del 2014, da cui scaturì la decisione dell'Unione Democratica Magiara di Romania (UDMR) di lasciare la maggioranza guidata dal Partito Social Democratico (PSD). Il primo ministro Victor Ponta, che nel corso della durata del mandato fu coinvolto in una grave inchiesta giudiziaria, rassegnò le proprie dimissioni il 4 novembre 2015, come risultato delle manifestazioni di protesta che seguirono l'incendio alla discoteca Colectiv di Bucarest.

## Cronologia del mandato

### Uscita dell'UDMR dal governo Ponta III
Le elezioni presidenziali del 2014 videro il candidato del Partito Nazionale Liberale (PNL) Klaus Iohannis (centro-destra) sconfiggere al secondo turno del 16 novembre 2014 il segretario del Partito Social Democratico (PSD) Victor Ponta (centro-sinistra) che, in quel momento, rivestiva anche la carica di primo ministro di un governo sostenuto da PSD, Unione Nazionale per il Progresso della Romania (UNPR), Partito Liberale Riformatore (PLR), Partito Conservatore (PC) e Unione Democratica Magiara di Romania (UDMR).
L'ufficializzazione della vittoria di Iohannis contro Ponta aprì una crisi politica interna all'UDMR, formazione politica che rappresentava gli interessi della comunità ungherese in Romania. Il successo del nuovo presidente della repubblica, infatti, fu palese soprattutto nelle aree di maggior popolamento di etnia ungherese in Transilvania. Il 27 novembre il segretario dell'UDMR e ministro della cultura Kelemen Hunor annunciò che l'Unione sarebbe uscita dalla coalizione di governo per rispetto verso il proprio elettorato, poiché l'80% degli ungheresi in Romania si era espresso in favore di Iohannis e contro il premier Ponta. Lo stesso Kelemen Hunor, in ogni caso, comunicò che l'obiettivo dell'uscita dal governo non era la creazione di una situazione di instabilità politica, poiché il PSD avrebbe in ogni caso avuto i numeri per garantirsi la maggioranza parlamentare, ma che il partito prendeva atto della decisione politica del proprio elettorato e che non avrebbe condotto comunque un'opposizione dura ad un nuovo eventuale governo del PSD. Il primo ministro Ponta, allo stesso modo confermò che in caso del ritiro dell'UDMR si sarebbe proceduto ad una ristrutturazione della squadra di governo. Il 14 dicembre il consiglio dei rappresentanti dell'Unione confermò la scelta di abbandonare l'esecutivo, mettendo fine, di fatto, al governo Ponta III.

### Formazione del nuovo esecutivo
Il 15 dicembre 2014 Victor Ponta propose la lista dei nuovi ministri, con la conferma di 13 nomi rispetto al precedente gabinetto. Nel pomeriggio della stessa giornata il nuovo governo Ponta fu sottoposto al voto di investitura del parlamento, ottenendo 377 favorevoli e 134 contrari. Il 17 dicembre 2014 prestò giuramento al presidente della repubblica Traian Băsescu, ancora in carica per qualche giorno prima di cedere il ruolo a Klaus Iohannis.

#### Critiche alle nomine della squadra di governo
Il presidente della repubblica uscente Traian Băsescu affermò che accettò il giuramento dei ministri Liviu Pop (PSD, ministro del dialogo sociale) e Sorin Cîmpeanu (istruzione) solamente perché obbligato a farlo dalle norme costituzionali. Secondo Băsescu i due erano responsabili di aver permesso la realizzazione di un falso in atto pubblico, riferendosi alle loro azioni in difesa di Ponta del 2012, quando il primo ministro fu accusato di aver copiato la propria tesi di dottorato. All'epoca dei fatti Pop era ministro dell'istruzione e Cîmpeanu membro del consiglio incaricato di verificare la veridicità dei titoli universitari.

### Scandali e inchieste giudiziarie
Nel pieno dell'elaborazione del nuovo sistema di regolamentazione fiscale, il 15 marzo 2015 il ministro delle finanze Darius Vâlcov, già senatore PSD dal 2012, presentò le proprie dimissioni al premier dopo aver appreso dell'esistenza di un'inchiesta nei suoi confronti da parte della Direzione Nazionale Anticorruzione (DNA). Il 19 marzo la DNA inviò al senato la richiesta formale di autorizzazione all'emissione di una misura di custodia cautelare. Il senato si espresse in favore dell'arresto in data 25 marzo. Tra le accuse mosse dalla DNA all'ex ministro vi erano concussione, corruzione, riciclaggio e realizzazione di operazioni finanziarie incompatibili con la funzione di sindaco, senatore o ministro. I fatti risalivano al periodo 2010-2013, quando Vâlcov, allora sindaco di Slatina (Olt), aveva ripetutamente favorito, in cambio di compenso, la vittoria un imprenditore locale negli appalti indetti dall'amministrazione comunale. In seguito all'estendersi dell'indagine, il 25 maggio Vâlcov si dimise sia dal parlamento che dal PSD.
Per coprire il posto lasciato da Vâlcov, l'allora ministro dei fondi europei Eugen Teodorovici (PSD) fu spostato alle finanze, nonostante in seno al ministero in quel periodo fossero in atto indagini e perquisizioni condotte dalla DNA in relazione alla gestione poco chiara di molti progetti finanziati dall'Unione europea. Marius Nica (PSD), già consigliere di Rovana Plumb (PSD) al parlamento europeo (2008-2011), al ministero dell'ambiente (2012-2013) e al ministero del lavoro (2014-2015), fu nominato, quindi, nuovo ministro dei fondi europei.
Il 15 maggio 2015 l'Alta Corte di Cassazione e Giustizia emise una sentenza di condanna ad un anno di reclusione (con sospensione della pena) nei confronti del ministro della pubblica amministrazione Liviu Dragnea e altre 74 persone, accusate di frode elettorale in occasione del referendum del 2012 (la condanna fu poi confermata e portata definitivamente a due anni di reclusione anche in fase di appello nell'aprile del 2016). Pur professandosi innocente e ricorrendo in appello, Dragnea presentò comunque le proprie dimissioni da ministro e da segretario esecutivo del PSD. Il 20 maggio il premier nominò nuovo ministro della pubblica amministrazione l'economista musulmana Sevil Shhaideh (PSD), già funzionario dello stesso ministero ed elemento legato a Dragnea da rapporti oltre che lavorativi, anche personali (Dragnea ne fu testimone di nozze).
L'11 giugno 2015 esplose uno scandalo intorno alla figura del ministro dei trasporti Ioan Rus (PSD), costretto alle dimissioni per una sua dichiarazione indelicata riferita ai romeni che lavoravano all'estero come operai e che fu considerata assolutamente fuori luogo dall'opinione pubblica. Nonostante le dimissioni, non fu nominato alcun ministro ad interim e Rus mantenne nominalmente il ruolo fino al mese di luglio. Dopo aver scartato la candidatura di Mihai Fifor, il presidente Iohannis accettò di dare l'incarico di nuovo titolare dei trasporti a Iulian Matache, già segretario di stato nello stesso ministero e personaggio vicino a Marian Oprișan, elemento di spicco del PSD e presidente del consiglio del distretto di Vrancea.

### Inquisizione di Ponta e cambio al vertice del PSD

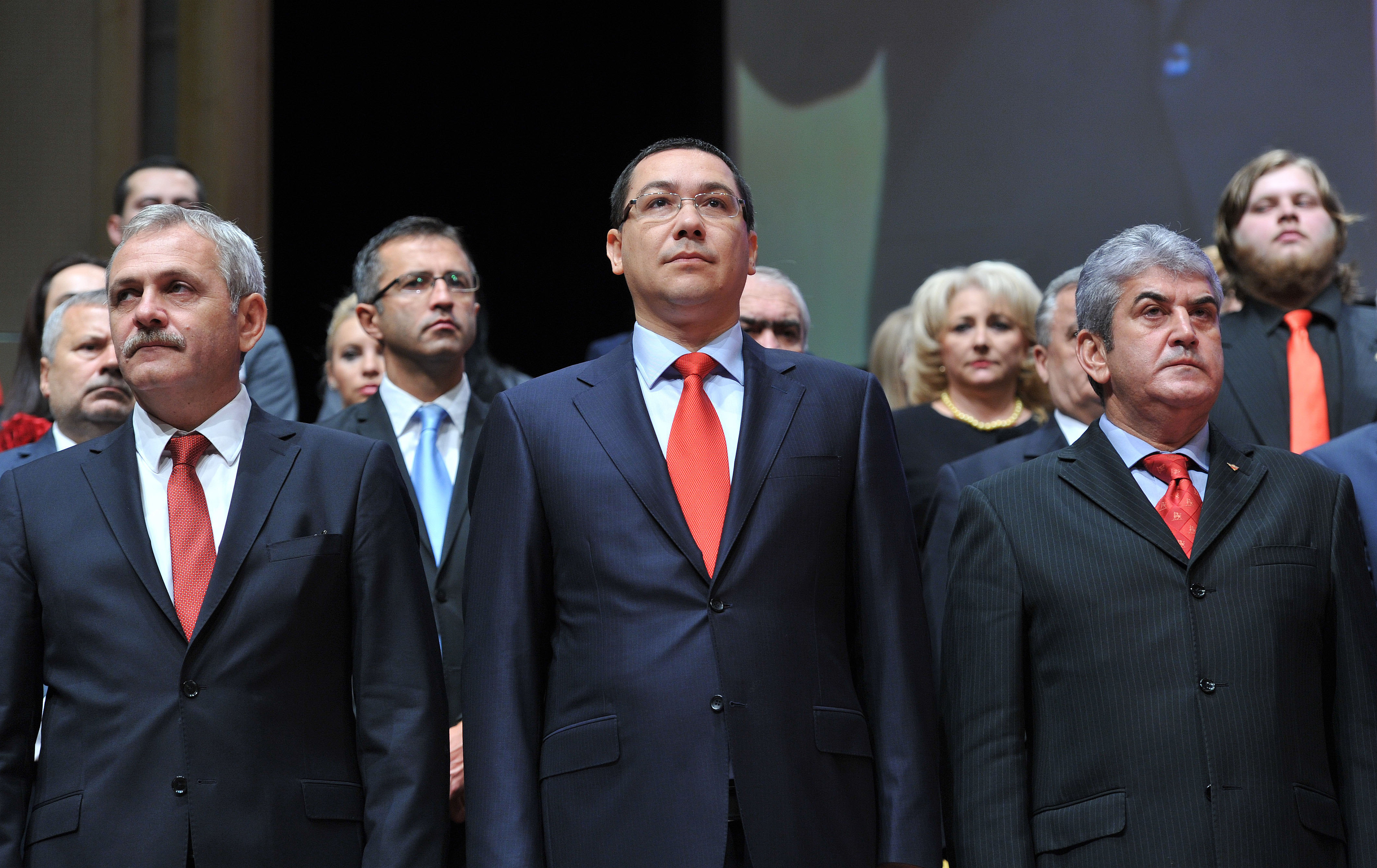
Liviu Dragnea (sinistra), Victor Ponta (centro) e Gabriel Oprea (destra)

Il 5 giugno 2015 la DNA informò il primo ministro Ponta che era in corso un'indagine a suo carico nell'ambito dell'inchiesta Turceni-Rovinari. Tra i reati contestati vi erano falso in scrittura privata, concorso continuativo in evasione fiscale e riciclaggio, in relazione ad irregolarità commesse in qualità di rappresentante legale del suo studio di avvocatura nel periodo 2007-2009. Ponta fu accusato di aver realizzato una serie di accordi fittizi con un altro studio legale collegato al senatore ed ex ministro dei trasporti Dan Șova (PSD) per prestazioni di consulenza in realtà mai realizzate. Secondo i procuratori Șova aveva inviato somme di denaro a Ponta, che formalmente aveva fatturato tali pagamenti come servizi di consulenza. La DNA sosteneva che, in realtà, tali emolumenti venivano corrisposti per attività irregolari. Ponta, infatti, avrebbe garantito condizioni vantaggiose allo studio di Șova nella gestione dei contratti di assistenza legale per le compagnie elettriche statali di Turceni e Rovinari. A sua volta Șova aveva usufruito personalmente con altri funzionari dei surplus garantiti dai contratti stipulati con le compagnie elettriche. Come conseguenza dello scandalo, il presidente Klaus Iohannis chiese le dimissioni del primo ministro che, però, decise di rimanere al proprio posto e valutare altre soluzioni. Le forze del maggioranza confermarono il sostegno a Ponta, mentre il parlamento il 9 giugno negò la richiesta della DNA a procedere penalmente contro il primo ministro (231 voti a favore, 108 contro).
Considerata la gravità delle accuse, il 16 luglio 2015, in seguito alla riunione dei vertici del PSD, Victor Ponta decise di abbandonare la posizione di segretario del partito, con l'intenzione di lasciarne la conduzione a Rovana Plumb, allora ministro del lavoro e presidente del consiglio nazionale del PSD, sostenuta direttamente dal premier. Il 22 luglio 2015 il comitato esecutivo del partito, però, preferì conferire il ruolo di segretario ad interim a Liviu Dragnea, che si opponeva alla candidatura della Plumb proposta da Ponta (Dragnea vinse con 65 voti contro 18). Dragnea annunciò l'inizio di una riorganizzazione interna, indicendo un nuovo congresso in ottobre al fine di eleggere il nuovo segretario. Le primarie del PSD celebrate il 12 ottobre 2015, alle quali Dragnea fu l'unico candidato, rappresentarono il successo del suo programma e della sua nuova guida. Il congresso del 18 ottobre convalidò l'elezione di Dragnea e nominò i nuovi vertici del partito. Furono scelti 14 vicesegretari, mentre Valeriu Zgonea fu selezionato come segretario esecutivo.
Nello stesso periodo, dal 22 giugno al 9 luglio 2015 e dal 29 luglio al 10 agosto 2015, a causa di due assenze di Victor Ponta per motivi di salute, fu primo ministro ad interim Gabriel Oprea (UNPR).

### Critiche dell'opposizione e di Iohannis
Il presidente Klaus Iohannis attaccò più volte il primo ministro invitandolo a dimettersi, poiché l'esistenza di un procedimento penale a suo carico metteva in cattiva luce l'immagine internazionale della Romania. Ponta rifiutò le accuse del presidente e riteneva che questo non avesse diritto a chiederne le dimissioni, poiché le indagini erano relative a presunti illeciti non legati al suo ruolo di primo ministro, ma alla sua precedente attività di avvocato. Secondo la costituzione, infatti, la camera dei deputati, il senato e il presidente della repubblica potevano richiedere di procedere contro un membro del governo solamente per fatti commessi nell'esercizio delle loro funzioni. Il presidente della repubblica, allo stesso modo, aveva il potere di sospendere il primo ministro solamente per reati commessi nel corso della durata del mandato.
Il 17 settembre 2015 la DNA confermò la richiesta di rinvio a giudizio per Ponta non per illeciti relativi alle sue funzioni da premier, ma per le sue precedenti attività, per cui la condizione di sospensione della carica pubblica non era applicabile. Ponta, quindi, pur rimanendo primo ministro avrebbe dovuto in ogni caso affrontare il processo, sebbene il parlamento si fosse già espresso contro la richiesta di procedere penalmente.
Visto il rifiuto di Ponta di abbandonare l'incarico, il 29 settembre 2015 il maggior partito di opposizione (il Partito Nazionale Liberale guidato da Vasile Blaga e Alina Gorghiu) propose una mozione di sfiducia contro il governo (la quarta dall'inizio della legislatura), invitando anche i partiti minori che sostenevano l'esecutivo (UNPR e ALDE) a votare contro Ponta. I partiti della maggioranza si astennero, mentre l'opposizione (cui si aggiunsero i voti dell'UDMR) ottenne 207 voti, insufficienti per far cadere il governo (ne sarebbero stati necessari 276).

### Incendio del Colectiv e dimissioni
Il 22 ottobre 2015 l'agente della polizia stradale Bogdan Cosmin Gigină morì per una caduta in moto mentre era di scorta al Ministro degli interni Gabriel Oprea. Come emerso dai controlli successivi, l'evento si verificò in un momento in cui Oprea non aveva diritto alla scorta . Ciò scatenò le reazioni dell'opposizione. Il segretario del PNL Alina Gorghiu chiese le dimissioni del ministro, mentre circa 1.000 persone presero parte ad una manifestazione di protesta che ebbe luogo di fronte alla sede del ministero.

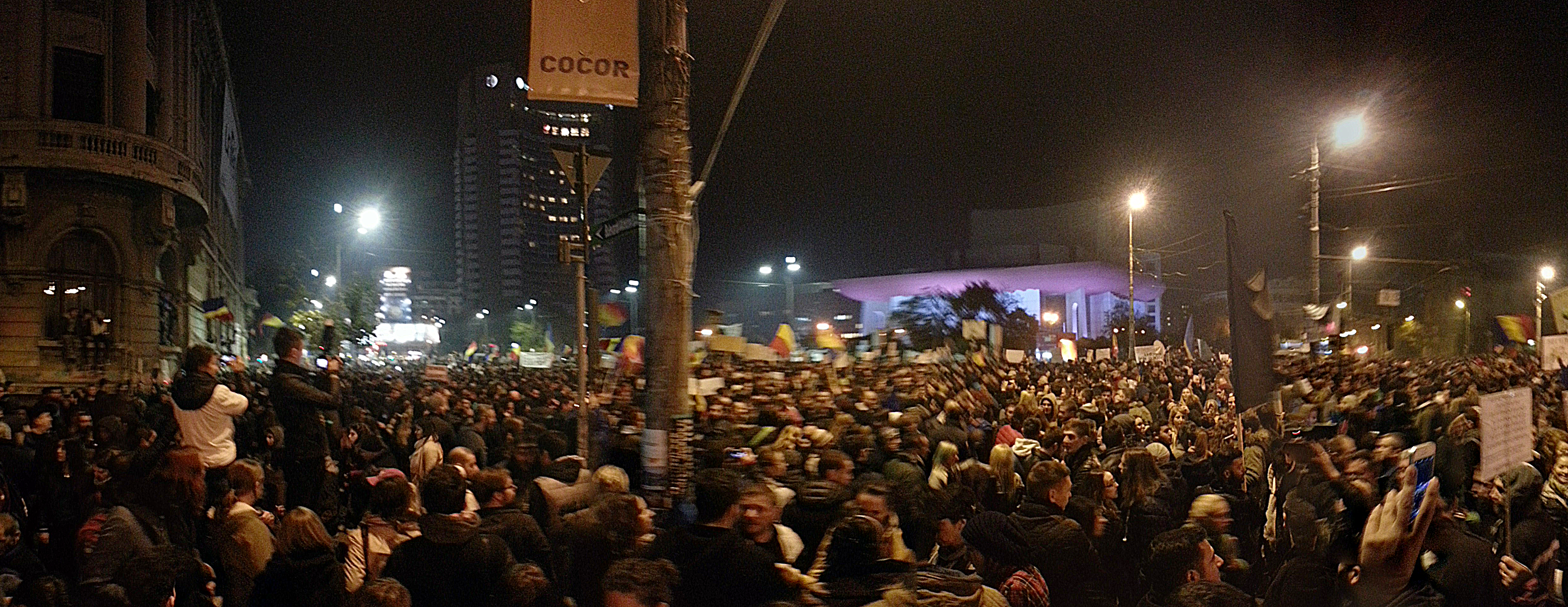
Le proteste del 5 novembre 2015 in Piazza dell'Università a Bucarest

La settimana successiva, quando ancora il clamore per la morte del poliziotto non si era placato, avvenne il grave incendio alla discoteca Colectiv di Bucarest del 30 ottobre 2015, in cui 64 persone persero la vita a causa del mancato rispetto delle norme anti-incendio. L'evento segnò l'inizio di una serie di proteste spontanee di piazza. Il 1º novembre circa 8.000 persone si radunarono in centro a Bucarest per una marcia di cordoglio in ricordo delle vittime. Due giorni dopo, in reazione alle dichiarazioni del sindaco del Settore 4 della capitale Cristian Popescu Piedone, che negava ogni responsabilità, il 3 novembre a Bucarest e in altre città del paese fu organizzata una grande manifestazione per chiederne le dimissioni. A Bucarest parteciparono circa 25.000 persone, mentre si allargò lo spettro delle richieste. I manifestanti invocarono un cambio di rotta in nome di una maggiore onestà da parte della classe politica in generale e pretendevano le dimissioni, oltre che di Popescu Piedone, anche del governo. L'eco fu talmente ampia che il 4 novembre, sommerso dagli scandali, Victor Ponta depose il mandato nelle mani del presidente della repubblica. Klaus Iohannis nominò come nuovo primo ministro ad interim Sorin Cîmpeanu, in quel momento ministro dell'istruzione, formalmente indipendente ma sostenuto dall'ALDE. I manifestanti continuarono a riunirsi quotidianamente e ad affollare le strade della capitale fino al 10 novembre, ottavo giorno di protesta, quando Iohannis incaricò l'ex Commissario europeo per l'agricoltura e lo sviluppo rurale Dacian Cioloș di formare un nuovo governo.

## Appoggio parlamentare e composizione
Il governo Ponta IV fu sostenuto dalla coalizione formata da Partito Social Democratico (centro-sinistra), Unione Nazionale per il Progresso della Romania (centro-sinistra), Partito Liberale Riformatore (centro-destra) e Partito Conservatore (centro-destra). Insieme la maggioranza disponeva di 222 deputati su 401 (pari al 55,4% dei seggi alla camera dei deputati della Romania) e di 93 senatori su 171 (pari al 54,4% dei seggi al senato della Romania).
Nel giugno 2015 vi fu la fusione tra Partito Liberale Riformatore (PLR) e Partito Conservatore (PC), da cui nacque l'Alleanza dei Liberali e dei Democratici (ALDE), che ebbe due co-segretari: Călin Popescu Tăriceanu (proveniente dal PLR) e Daniel Constantin (dal PC).
| Carica                                                                               | Titolare                              | Titolare                                         | Partito      |
| ------------------------------------------------------------------------------------ | ------------------------------------- | ------------------------------------------------ | ------------ |
| Primo ministro                                                                       |                                       | Victor Ponta (fino al 4 novembre 2015)           | PSD          |
| Primo ministro                                                                       |                                       | Sorin Cîmpeanu (ad interim; dal 5 novembre 2015) | PC / ALDE    |
| Vice Primo ministro; Ministro degli affari interni                                   |                                       | Gabriel Oprea (fino al 10 novembre 2015)         | UNPR         |
| Ministro dello sviluppo regionale e della pubblica amministrazione                   |                                       | Liviu Dragnea (fino al 15 maggio 2015)           | PSD          |
| Ministro dello sviluppo regionale e della pubblica amministrazione                   | Sevil Shhaideh (dal 20 maggio 2019)   |                                                  | PSD          |
| Ministro dell'agricoltura e dello sviluppo rurale                                    |                                       | Daniel Constantin                                | PC / ALDE    |
| Ministro degli affari esteri                                                         |                                       | Bogdan Aurescu                                   | Indipendente |
| Ministro della difesa nazionale                                                      |                                       | Mircea Dușa                                      | PSD          |
| Ministro delle finanze pubbliche                                                     |                                       | Darius Vâlcov (fino al 15 marzo 2015)            | PSD          |
| Ministro delle finanze pubbliche                                                     | Eugen Teodorovici (dal 30 marzo 2015) |                                                  | PSD          |
| Ministro dell'economia, del commercio e del turismo                                  |                                       | Mihai Tudose                                     | PSD          |
| Ministero dell'energia, della piccola e media impresa e del contesto imprenditoriale |                                       | Andrei Gerea                                     | PLR / ALDE   |
| Ministro della giustizia                                                             |                                       | Robert Cazanciuc                                 | PSD          |
| Ministro dei trasporti                                                               |                                       | Ioan Rus (fino all'11 giugno 2015)               | PSD          |
| Ministro dei trasporti                                                               | Iulian Matache (dal 16 luglio 2015)   |                                                  | PSD          |
| Ministro della salute                                                                |                                       | Nicolae Bănicioiu                                | PSD          |
| Ministro dell'ambiente, delle acque e delle foreste                                  |                                       | Grațiela Gavrilescu                              | PLR / ALDE   |
| Ministero del lavoro, della famiglia, della protezione sociale e degli anziani       |                                       | Rovana Plumb                                     | PSD          |
| Ministro dell'educazione e della ricerca scientifica                                 |                                       | Sorin Cîmpeanu                                   | PC / ALDE    |
| Ministro per la società dell'informazione                                            |                                       | Sorin Grindeanu                                  | PSD          |
| Ministro dei fondi europei                                                           |                                       | Eugen Teodorovici (fino al 30 marzo 2015)        | PSD          |
| Ministro dei fondi europei                                                           | Marius Nica (dal 30 marzo 2015)       |                                                  | PSD          |
| Ministro della gioventù e dello sport                                                |                                       | Gabriela Szabó                                   | PSD          |
| Ministro della cultura                                                               |                                       | Ioan Vulpescu                                    | PSD          |
| Ministro con delega ai rapporti con il parlamento                                    |                                       | Eugen Nicolicea                                  | UNPR         |
| Ministro con delega ai romeni nel mondo                                              |                                       | Angel Tîlvăr                                     | PSD          |
| Ministro con delega al dialogo sociale                                               |                                       | Liviu Pop                                        | PSD          |